# Jacob Drucker
Jacob „Jack“ Drucker oder „Little Sure Shot“ (* 1905 oder 1906; † 23. Januar 1962 im Staatsgefängnis Attica, New York) war eine Figur aus dem organisierten Verbrechen im New York der 1930er Jahre und wird heute der Kosher Nostra zugerechnet. Drucker galt als Angehöriger der von Louis Buchalter geführten kriminellen Vereinigung Murder, Inc. und wurde von den Behörden mit insgesamt fünf Morden im Bandenmilieu in Verbindung gebracht.

## Leben
Druckers FBI-Akte dokumentierte 14 Festnahmen zwischen 1928 und 1936 auf Grund von Straftaten wie Raub sowie Verstößen gegen das Waffengesetz und das Alkoholprohibitionsgesetz. Wegen Mordes ermittelte die Staatsanwaltschaft erstmals 1930 gegen ihn. Drucker wurde verdächtigt David Siegel erschossen zu haben. Nach dem Vorweisen eines Alibis wurde Drucker jedoch aus der Untersuchungshaft entlassen und das Ermittlungsverfahren gegen ihn eingestellt. Drucker verbüßte in keinem der Fälle eine Haftstrafe.
Als 1940 Ermittlungen gegen zahlreiche angebliche Angehörige der Murder, Inc. eingeleitet wurden, zog es Drucker vor unterzutauchen und galt ab diesem Zeitpunkt als Flüchtiger vor der Justiz. Am 20. Mai und am 11. Juni 1940 erfolgten gegen ihn insgesamt vier Mordanklagen der Staatsanwaltschaft Sullivan County. Drucker soll als Täter oder Teilnehmer an den Morden an Walter Sage, Irving Ashkenaz, Hyman Yuran und Charles „Chink“ Sherman beteiligt gewesen sein. Unter anderem war Shermans Leichnam auf Druckers Farm in Hurleyville, im Bundesstaat New York, gefunden worden. Man fahndete in Kanada, Mexiko und den USA nach Drucker und lobte zeitweilig eine Belohnung in Höhe von 500 US-Dollar für dessen tot oder lebendig Ergreifung aus. Da ein Fahndungserfolg zunächst ausblieb und es an einer konkreten Spur fehlte, vermutete man zwischenzeitlich, dass Drucker wie andere Angehörige der kriminellen Vereinigung selbst ermordet worden war.
Nach drei Jahren auf der Flucht erfolgte am 27. Dezember 1943 Druckers Festnahme in Wilmington durch Ermittler des FBI und der Delaware State Police. Drucker geriet in den Fokus der Behörden, als er mit einem, wenige Zeit zuvor in New York City gestohlenen Automobil zu einer Adresse nach Wilmington fuhr, um dort seine Ehefrau und das gemeinsame Kind zu besuchen. Die Festnahme bei einer nächtlichen Hausdurchsuchung erfolgte ohne Widerstand. Vielmehr stellten die Beamten den Flüchtigen im Schlafzimmer des Hauses.
1944 verurteilte man Drucker in Monticello, im Bundesstaat New York, wegen des Mordes an Walter Sage zu 25 Jahren bis lebenslanger Haft. Sage, ein in Ungnade gefallenes Mitglied der Bande, war 1937 während einer Autofahrt in den Catskills von Drucker und einem weiteren Mitfahrer, angeblich Irving Cohen, erstochen worden. Angeblich soll Sage der Bande Gewinne aus dem Glücksspielgeschäft vorenthalten haben. Drucker soll der Fahrer des Wagens gewesen sein. Anschließend befestigten die Täter den Leichnam Sages an einem Glücksspielautomaten und versenkten ihn auf dem Grund eines Sees.
Im Januar 1962 starb Drucker an einem Herzinfarkt in seiner Zelle im Staatsgefängnis Attica.